# Barytarbes superbus
Barytarbes superbus là một loài tò vò trong họ Ichneumonidae.